# Aitakatta
«Aitakatta» (яп. 会いたかった Аитакатта, «Я хотела тебя встретить») — третий (первый на мейджор-лейбле) сингл японской идол-группы AKB48, вышедший в Японии 25 октября 2006 года. В этом сингле впервые была применена система, при которой заглавная песня исполнялась не всеми участницами группы, а так называемой сембацу (выборкой), т.е. избранными участницами. На этом сингле в сембацу входили 20 человек.

## Список композиций
| №                   | Название                   | Автор(ы)                    | Аранжировщик                   | Длительность |
| ------------------- | -------------------------- | --------------------------- | ------------------------------ | ------------ |
| 1.                  | «Aitakatta» (会いたかった) | Ясуси Акимото, BOUNCEBACK   | Томонори Тагути, Харуо Инатомэ | 3:48         |
| 2.                  | «Dakedo...»                | Ясуси Акимото, Митихико Ота | Тецуя Фудзита                  | 4:37         |
| 3.                  | «Aitakatta (Instrumental)» | Ясуси Акимото, BOUNCEBACK   | Томонори Тагути, Харуо Инатомэ | 3:48         |
| 4.                  | «Dakedo... (Instrumental)» | Ясуси Акимото, Митихико Ота | Тецуя Фудзита                  | 4:37         |
| Общая длительность: | Общая длительность:        | Общая длительность:         | Общая длительность:            | 17:00        |

## Чарты
| Чарт (2006)   | Наивыс. позиция |
| ------------- | --------------- |
| Oricon Weekly | 12              |